# مهدیه مولایی
مهدیه ملایی (فارسی: مهدیه ملایی؛ زادهٔ ۲۹ ژانویهٔ ۱۹۹۱) بازیکن فوتبال و دروازه بان باشگاه فوتبال خاتون بم است.
وی همچنین در تیم ملی فوتبال زنان ایران بازی کرده‌است.